# Canta 2
Canta 2 (originalment en anglès: Sing 2) és una pel·lícula estatunidenca de comèdia musical animada per ordinador del 2021 produïda per Illumination i distribuïda per Universal Pictures. La seqüela de la pel·lícula Canta del 2016 va ser escrita i dirigida per Garth Jennings, codirigida per Christophe Lourdelet, i protagonitzada per Matthew McConaughey, Reese Witherspoon, Scarlett Johansson, Taron Egerton, Tori Kelly, Nick Kroll, Jennings, Peter Serafinowicz, Jennifer Saunders i Nick Offerman, tot repetint els seus papers de la primera pel·lícula. Ha estat doblada en català.
La seqüela també inclou nous personatges amb la veu en anglès de Bobby Cannavale, Pharrell Williams, Halsey, Chelsea Peretti, Letitia Wright, Eric André, Adam Buxton i Bono. Igual que la pel·lícula anterior, Canta 2 inclou cançons de diversos artistes, la majoria de les quals s'executen de forma diegètica. La història està ambientada després dels esdeveniments de la pel·lícula anterior, on en Buster i el seu grup van fer un espectacle a Redshore City mentre intentaven impressionar un magnat de l'entreteniment i reclutar una estrella del rock per actuar.

## Argument
A Canta 2 es torna a veure Buster, Meena, Rosita, Gunter, Johnny i Ash. Aquesta vegada deixaran enrere el teatre Moon i aniran junts a Redshore City. Hauran de convèncer la llegendària estrella del rock, Clay Calloway, per pujar a l'escenari de la capital mundial de l'espectacle, quinze anys després de la seva retirada. El gran somni sorgit a partir d’una idea escabellada acaba descobrint el poder guaridor de la música.

## Producció
El 25 de gener de 2017, Universal Pictures i Illumination van anunciar que estava en desenvolupament una seqüela de la pel·lícula d'animació del 2016 Canta. El guionista i director Garth Jennings i els productors Chris Meledandri i Janet Healy tornaven, juntament amb les estrelles de veu en off Matthew McConaughey, Reese Witherspoon, Scarlett Johansson, Taron Egerton, Nick Kroll i Tori Kelly. El desembre de 2020, Bobby Cannavale, Letitia Wright, Eric André, Chelsea Peretti, i els col·laboradors veterans d'Illumination Pharrell Williams, Bono i Halsey, es van afegir al repartiment de veu. El treball de la pel·lícula va canviar a causa de la pandèmia de COVID-19 i es va fer de manera remota després del tancament temporal d'Illumination Mac Guff. Al final, es va fer un gran pas perquè l'abast del repartiment fos de més de 10.000 animals, d'antics i de nous dissenyats per l'artista d'Illumination Eric Guillon, que no només va treballar a Canta sinó que també va dissenyar nous personatges de la seqüela com ara el coreògraf Klaus i els tarsers miniònics. La marca de moda Rodarte va dissenyar alguns dels vestits utilitzats a la pel·lícula.
El desembre de 2020, Joby Talbot va tornar a compondre la partitura. El grup de música U2 va interpretar la cançó original de la pel·lícula «Your Song Saved My Life» i es va publicar el 3 de novembre de 2021. La música addicional inclou cançons de Kiana Ledé, BTS, Billie Eilish, Elton John, entre d'altres. La banda sonora de la pel·lícula es va estrenar el 17 de desembre de 2021.

## Estrena
La pel·lícula es va estrenar mundialment el 14 de novembre de 2021 a l'AFI Fest. Als Estats Units s'havia previst que fos el 22 de desembre, en format 3D RealD i a través de la distribuïdora Universal Pictures, però per causa de la pandèmia de COVID-19 es va haver d'ajornar. Després es va programar pel 25 de desembre de 2021 i, finalment, es va realitzar el 2 de juliol de 2021. Les projeccions d'accés anticipat es van produir als Estats Units el 27 de novembre de 2021. El doblatge en català es va estrenar el 22 de desembre de 2021. L'obra es va estrenar en vídeo a la carta el 7 de gener de 2022, i al Regne Unit, està prevista que s'estreni el 28 de gener de 2022.
L'empresa nipona Tomy va arribar a un acord amb Illumination i Universal per desenvolupar la línia de joguines de la pel·lícula, amb peluixos, figures col·leccionables i un joc de rol. El cap de setmana d'estrena als Estats Units i al Canadà, la pel·lícula va fer 393,1 milions de visualitzacions a totes les plataformes de xarxes socials, una estadística un 24% per sobre de les d'una pel·lícula estrenada abans de la pandèmia de COVID-19. En general, va tenir un millor abast a les xarxes socials que pel·lícules de 2021 com Encanto, The Addams Family 2, Tom & Jerry, Spirit Untamed i The Croods: A New Age.

## Recepció

### Recaptació
Fins a data de 5 de gener de 2022, la pel·lícula havia recaptat 96,1 milions de dòlars als Estats Units i Canadà, i 55,4 milions de dòlars als altres territoris, per un total mundial de 151,4 milions de dòlars.
Als Estats Units i al Canadà, la pel·lícula va guanyar 1,6 milions de dòlars a partir de les previsualitzacions del 27 de novembre de 2021. La pel·lícula va tenir la seva gran estrena el mes següent, el dimecres 22 de desembre, juntament amb les pel·lícules The King's Man i The Matrix Resurrections, i va recaptar entre 40 i 50 milions de dòlars en 3.892 sales durant els seus primers cinc dies d'estrena. La pel·lícula va acabar recaptant 22,3 milions de dòlars el cap de setmana d'obertura (i un total de 41 milions de dòlars durant el període de cinc dies) sobre una estimació d'unes 4,1 milions d'entrades de cinema, ocupant el segon lloc a la taquilla darrere de Spider-Man: No Way Home. Les dones van representar el 58% de l'audiència durant la seva inauguració, de les quals les menors de 25 anys representen el 56% i les menors de 17 el 44% de la venda d'entrades. El desglossament ètnic de l'audiència va mostrar que el 39% eren hispans i llatinoamericans, el 35% europeus americans, el 15% afroamericans i el 7% asiàtics o altres. En el seu segon cap de setmana, la pel·lícula es va quedar en segon lloc amb 19,6 milions de dòlars.
Fora dels Estats Units i el Canadà, la pel·lícula es va estrenar a diversos mercats internacionals el 3 de desembre de 2021 guanyant 1,12 milions de dòlars el primer cap de setmana, 1,5 milions de dòlars en el segon i 1,5 milions més en 16 mercats en el tercer. Després de projectar-se en 22 mercats addicionals, la pel·lícula va guanyar 19,2 milions de dòlars en el seu quart cap de setmana i va tenir l'estrena més gran d'una pel·lícula d'animació durant la pandèmia de COVID-19 tant a França (6 milions de dòlars) com a Mèxic (3,6 milions de dòlars). La pel·lícula va patir una caiguda a la baixa del 2% en el seu cinquè cap de setmana amb 17,2 milions de dòlars, que va incloure una estrena d'1,2 milions de dòlars a Ucraïna.

### Crítica
A l'agregador de ressenyes Rotten Tomatoes, el 70% de les 98 ressenyes són positives, amb una valoració mitjana de 6,1/10. El consens crític del lloc web diu «Segon vers, igual que el primer: per al públic que va gaudir del primer lliurament, Canta 2 hauria de demostrar una altra diversió entranyable». Metacritic, que utilitza una mitjana ponderada, va assignar a la pel·lícula una puntuació de 49 sobre 100, en base a 21 crítiques, indicant «crítiques mixtes o mitjanes». El públic enquestat per CinemaScore va donar a la pel·lícula una nota mitjana de «A+» en una escala d'A+ a F, mentre que PostTrak va informar que el 91% dels membres del públic li van donar una puntuació positiva, amb un 78% que va dir que definitivament la recomanarien.
Justin Lowe, crític del The Hollywood Reporter, va elogiar el conjunt musical de la pel·lícula, anomenant que «el repartiment desordenat que Buster havia dut per a un repartiment amateur s'havia convertit en una companyia plena d'intèrprets professionals». Peter Debruge, de la revista Variety, va fer una crítica positiva, dient que la pel·lícula és «una elaborada maquinària d'alegria, i és més fàcil apreciar com cada elecció sembla dissenyada per generar un somriure a la cara de la gent».

## Premis i nominacions
| Any  | Premi                           | Categoria                                         | Nominació                                                | Resultat | Ref.   |
| ---- | ------------------------------- | ------------------------------------------------- | -------------------------------------------------------- | -------- | ------ |
| 2021 | Hollywood Music in Media Awards | Millor supervisor/s musicals d'una pel·lícula     | Mike Knobloch i Rachel Levy                              | Nominat  | [ 33 ] |
| 2021 | Hollywood Music in Media Awards | Millor cançó original d'una pel·lícula d'animació | U2 (Bono, Adam Clayton, Larry Mullen, Jr. i David Evans) | Nominat  | [ 33 ] |
| 2021 | Hollywood Music in Media Awards | Millor àlbum de banda sonora                      | Banda sonora de Canta 2                                  | Nominat  | [ 33 ] |
| 2022 | Premis Annie                    | Millor pel·lícula animada                         | Canta 2                                                  | Nominat  | [ 34 ] |